# 徐鉉
徐 鉉（じょ げん、天祐13年（916年）- 淳化2年8月26日（991年10月6日））は、中国の五代十国時代から北宋にかけての政治家・学者・書家。字は鼎臣。揚州江都県の出身。本貫は越州会稽県。
弟の徐鍇とともに篆書によく通じて二徐と並び評され、弟に対し大徐と呼ばれた。篆書を中心とした後漢の漢字字典『説文解字』の校訂者として知られる。

## 生涯

### 幼少期から南唐
呉の天祐13年（916年）、揚州江都県に生まれる。かなり利発な子供であったと言われ、10歳にして書文をよくものして地元随一の秀才と讃えられた。
長じて官吏となり、呉に仕えて校書郎となったが、天祚3年（937年）8月、21歳の時に呉の最後の皇帝楊溥が太師・斉王徐知誥（李昪）に禅譲し、南唐が立った。ここでも優秀であった徐鉉は引き続き重用され、尚書右丞、兵部侍郎、翰林学士、御史大夫、吏部尚書など文官を中心に任用された。歴代皇帝の信任も篤く、また文官として優秀であったことから、五代十国の中でも特に文化王朝であった南唐を文化面から支えた。

### 南唐滅亡時
しかし開宝8年（975年）、南唐は中国統一を目指す北宋から攻撃を受け、首都の江寧を包囲されて兵糧攻めにされてしまう。この危機に際し、徐鉉は皇帝李煜によって使者となり、包囲を解いてもらうよう交渉した。
北宋の太祖趙匡胤と面会した徐鉉は、南唐が北宋に臣下の礼を取っていることを種に、以下のように切り出した。
「私どもの主が陛下に仕える様は、まさに子が父に仕えるようでございます。どこにも過ちなどございませぬのに、何故お討ちになどなられるのですか」
しかし太祖にそれを逆手に取られて、
「では、なぜお主はその父と子を引き裂くような真似をすると申すのか」
と返されてしまい、徐鉉は何も言い返せず交渉決裂となった。
それでもなお李煜は和平交渉をあきらめず、11月に再び徐鉉は使者として太祖にまみえることになった。この時は太祖が李煜を討つ大義名分として詔に応じなかったことを楯にしているのを踏まえ、素直に理由を述べた。
「私どもの主が詔に対し参上しなかったことをお怒りのようですが、あれは病に臥せっていたためであります、決して詔を拒もうとしたのではありません。どうか、どうか兵をお緩めくださり、この国をお助けくださいませ」
しかし太祖は激昂、抜剣して徐鉉に迫り叫んだ。
「これ以上申すことなどないわ！ 江南の国主如きの罪のあるのないのが、今さら何だというのだ！ そもそも天下は一つの家なのだぞ。他人が寝ておる横で、図々しく大いびきかいておるような奴を許しておけるか！！」
この太祖の聞く耳を持たない剣幕に徐鉉は引き下がらざるを得なくなり、ここに完全に和平交渉は失敗した。
結局12月、南唐は北宋の軍門に下り、徐鉉は李煜とともに北宋の首都の開封に移されることになった。なお、この時に捕虜となるのを嫌った弟の徐鍇が懊悩の末に急死するという悲劇が起きている。

### 北宋のとき
こうして徐鉉は囚われの身になったが、思わぬことで北宋に仕官することになった。南唐滅亡後、太祖に李煜が謁見した時に徐鉉が随伴したところ、それを見て怒った太祖が激しく彼を責め立てた。これに対し徐鉉は、
「私めは江南国主の大臣でありました。そうでありながら国が滅びたこと、それだけで死に値する罪です。何でそれ以上に罪を問われる必要がありましょうか」
そのきっぱりとした言葉に太祖は逆に感心し、
「何という忠臣か。よかろう、余に李煜とともに仕えよ」
徐鉉の忠義ぶりを評価して重用することに決めたのである。
その後、太子率更令に給事中を兼任し、左散騎常侍と歴任しながら、再び文人としての才能を発揮した。太祖とその次の皇帝太宗趙炅は古典文学や書に極めて関心が強く、『太平広記』・『文苑英華』といった類書など多くの書籍の編纂に関わることになった。
北宋期の徐鉉にとって特筆すべきは、篆書による書道の再興である。篆書による書道は唐代中期に李陽冰によって盛んとなったが、晩唐期に書道自体が衰微したことから一時的に途切れていた。南唐から篆書に造詣のあった徐鉉はこれを復活させ、「李陽冰の後継」と呼ばれることになったのである。
さらにその規範テキストである後漢の篆書中心の漢字字典『説文解字』を校訂し、記述の錯誤や後世確認された字の追加などを行った。この徐鉉校訂本は別名「大徐本」と呼ばれ、現在刊行されている『説文解字』の定本となっている。
このように2代にわたって皇帝に近侍し、文官として重きをなしたが、晩年左遷される。そして現地で寒気により健康を害し、淳化2年（991年）8月26日に死去した。享年は76。

## 著書
朝廷での文献編纂への参加や校訂が主で、単独の著書は多くない。
- 『騎省集』
- 『稽神録』
- 『質疑論』